# Алгоа (бухта)
Алгоа-Бей (англ. Algoa Bay) — морська затока в Східній Капській провінції, Південна Африка. Вона розташована на східному узбережжі, за 683 км на схід від мису Доброї Надії.
Бухта Алгоа обмежена на заході мисом Ресіфі, а на сході — мисом Падроне. Глибина затоки до 436 м. Місто-гавань Гкеберха розташоване поруч із затокою, як і глибоководний порт Нґкура.

## Історія
Португальський дослідник Бартоломеу Діаш був першим європейцем, який досяг бухти Алгоа в 1488 році, де він встановив дерев'яний хрест на невеликому острові, який зараз називається Сен-Круа або островом Санта-Крус. Він дав затоці назву, що означає «Бухта Скелі», яка була змінена в Португалії на Баїя-де-Лагоа, або Затока Лагуни, і яка згодом стала затокою Алгоа.
Затока Алгоа стала відомою з трьох причин. По-перше, саме тут Бартоломеу Діаш зрозумів, що він відкрив морський шлях на схід для глобальної торгівлі, що дозволило Португалії стати першою світовою морською наддержавою. По-друге, гірські хребти навколо затоки Алгоа стали навігаційним орієнтиром для обходу підступного берега Агулхас на шляху на схід, таким чином зображуючи середню точку на шляху до Гоа, Індія (агоа означає до Гоа). По-третє, затока Алгоа стала відомою, як місце поповнення запасів питної води.

## Екологія

### Птах і дика природа
На островах зареєстровано 14 видів морських птахів, кілька видів берегових і 33 види наземних птахів. У 2007 році було відомо, що на островах розмножуються вісім видів морських птахів. Це єдині острови біля південної частини материкової Африки, де крячок Sterna dougallii ( Rozeate Tern ) регулярно розмножується.
На островах затоки також проживає 43% світової популяції африканських пінгвінів (Spheniscus demersus), більшість з яких знаходяться на острові Сен-Круа. На острові Сен-Круа також є локально значуща популяція капського баклана (Phalacrocorax capensis).
Пташиний острів є одним із шести місць розмноження капської олуші ( Morus capensis ) у світі. Larus dominicanus ( домініканський мартин ) і Haematopus moquini ( африканський кулик-сорока ) зустрічаються по всій затоці Алгоа-Бей. Відомо також, що острівна група утримує велику кількість Sterna vittata ( антарктичної крячки ), яка взимку мігрує на острів тисячами (зазвичай складає від 10% до 20% загальної афротропічної негніздової популяції). На острові також мешкають капські морські котики ( Arctocephalus pusillus ).

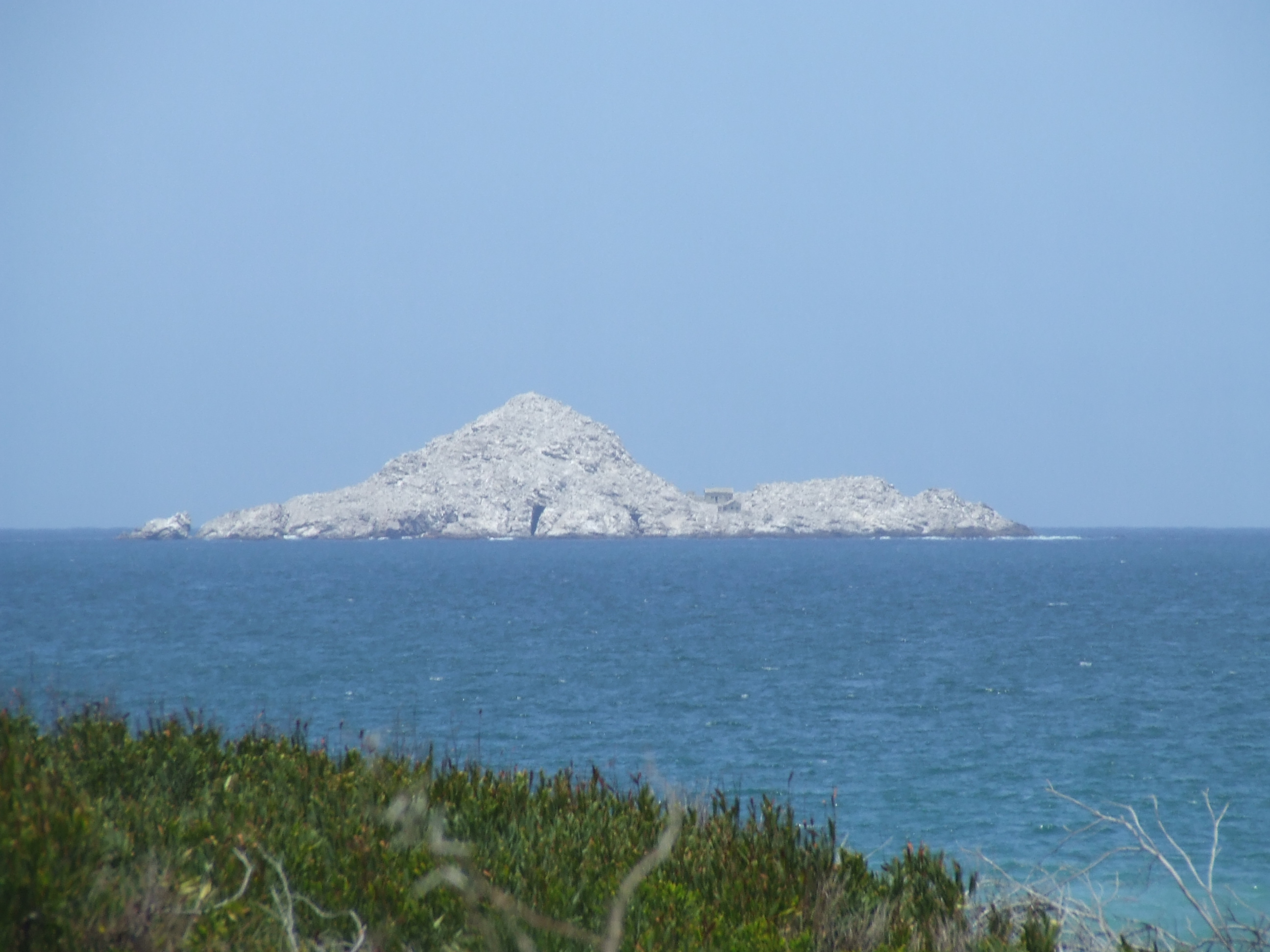
Острові Сен-Круа

Інші морські види затоки: горбаті кити, південні гладкі кити, кити Брайда, афаліни, звичайні дельфіни, горбаті дельфіни, капські морські котики, білогруді баклани, різноманітні види акул і різноманітні пелагічні види птахів, включаючи крячків, поморників, буревісників і альбатросів. 

### Проблеми збереження
Група Сен-Круа і 300-метрова морська зона навколо кожного острова стала острівним морським заповідником Південної Африки в 1981 році і була частиною тодішнього природного заповідника Вуді-Кейп. До того часу острови перебували під контролем відділу островів Гуано, Відділу морського рибальства. За даними BirdLife, після квітня 1992 року островами керувала служба охорони природи Східної Капської провінції, яка згодом стала Директоратом охорони природи Східної Капської провінції. Згодом заповідник був включений до Національного парку Еддо-Елефант, який може похвалитися тим, що він є домом для «великої сімки» Африки: слона, лева, леопарда, носорога, буйвола, а також китів і білих акул, які мешкають у затоці.
Природоохоронці з побоюванням ставляться до розробки порту Нгкура, яка з часом, окрім глибоководного порту, включатиме комплекс важкої промисловості ( алюмінієвий завод і нафтопереробний завод). 
Популяція африканських пінгвінів у затоці неухильно зростала протягом останнього століття. У світі є лише кілька колоній, що ростуть, і існує думка, що ці птахи можуть переселятися сюди з колоній, які занепадають у Західній Капській провінції чи далі. Відомо, що певні фактори впливають на морських птахів у всьому їх ареалі. Конкуренція з комерційним рибальством, вважається одним із найважливіших факторів, що спричиняє зменшення популяції морських птахів. Місцеві природоохоронці рекомендували морські заповідники радіусом 25 км навколо важливих гніздових островів, а комерційний вилов риби в цих зонах заборонити або обмежити. Іншою проблемою є нафтове забруднення, оскільки затока перетинає основні маршрути транспортування нафти.